# Sicalis luteola
El chirigüe sabanero (Sicalis luteola) es una especie de ave paseriforme de la familia Thraupidae perteneciente al género Sicalis. Tiene una amplia distribución que incluye México y América Central –donde es el único Sicalis presente–, las Antillas menores –donde fue introducido– y Sudamérica.

## Nombres populares
Aparte del nombre dado por la Sociedad Española de Ornitología: chirigüe sabanero (también en Costa Rica), se le denomina también misto y chigüi (en Argentina, Paraguay y Uruguay), chirihue (en Chile), chirigüe común (en Perú), canario sabanero (en Colombia), zacatero amarillo (en México), pinzón amarillo (en Honduras y Nicaragua), gorrión-canario sabanero (en México), pinzón-amarillo sabanero (en Panamá), canario chirigϋe (en Venezuela) o semillero chirigüe.

## Distribución y hábitat
Se distribuye como residente reproductor de forma disjunta y local desde el centro de México, en Belice, Guatemala, Honduras, Nicaragua, Costa Rica, Panamá, hacia el sur por regiones andinas de Colombia, Ecuador, hasta el sureste de Perú; hacia el este desde el este de Colombia al noreste de Venezuela, en los tepuyes del sureste  de Venezuela, extremo norte de Brasil y sur de Guyana; en el litoral caribeño de Guyana, Surinam y Guayana Francesa; en el delta y bajo río Amazonas en Brasil; en el centro de Chile; y en una extensa área de Argentina desde el centro de la Patagonia (Chubut) hasta el norte y noreste, Uruguay y sur de Brasil, esta población migra hacia el norte en los inviernos australes, llegando hasta el sureste de Perú, Bolivia, Paraguay y centro y noreste de Brasil. Es accidental (o introducido) en las islas antillanas de Antigua y Barbuda, Barbados, Dominica, Guadalupe, Martinica, Montserrat, San Cristóbal y Nieves, Santa Lucía, San Vicente y las Granadinas y Trinidad y Tobago, y en el extremo sur en las islas Malvinas. Se lo considera localmente extinto en Anguila.
Esta especie, ampliamente diseminada, es localmente común en sus hábitats naturales: pastizales subtropicales y tropicales, sabanas  y humedales (pantanos, ciénagas). También habita áreas cultivadas y zonas urbanas y arboledas. Habita principalmente hasta los 3000 m de altitud, llegando hasta los 4100 m en Bolivia.
La subespecie del cono sur (luteiventris) es común y extendida, encontrada en cualquier lugar con pastos y en baldíos urbanos. Las poblaciones andinas son más fragmentadas y encontradas en hábitats con pastos húmedos. Las poblaciones más tropicales en México, América Central y Venezuela habitan en áreas con pastos cortos.

## Descripción
Mide entre 11,5 y 12,5 cm de longitud. Es pardo oliváceo por arriba con la corona y el dorso estriados de negruzco, lorum y área ocular amarillo vivo, rabadilla oliva; ala y cola marrones. Por abajo es amarillo, con el pecho lavado de pardo. La hembra es más marrón por arriba y pardusca por abajo. Subcaudales blanquecinas; primarias negruzcas con ribete verdoso en la parte exterior; cobertoras pardo negruzco con bordes grisáceos, las pequeñas amarillentas.

## Comportamiento
Es visto en grandes bandadas, pareciendo nómades; al migrar puede volar en grupos compactos. No es común verlo cerca de habitaciones humanas, al contrario del chirigüe azafranado (Sicalis flaveola). Recorre el suelo y posa en arbustos y cercas. Duermen colectivamente en tacuarales.

### Alimentación
Se alimenta principalmente de semillas e insectos, aunque también consume frutos.

### Reproducción
Durante el tiempo de nidificación, entre septiembre y marzo, los machos se elevan y después caen, manteniendo su canto por más tiempo. El nido es construido en el suelo, escondido entre plantas como cactus o zarzamoras, hecho con pasto y forrado con crin de animales. La nidada es de 3  a 5  huevos, de fondo azuloso con pintas rufas, a veces formando un anillo en la parte más ancha. El tamaño promedio es de 19  x 14  mm.

### Vocalización
El llamado es un «tzi-tzit» agudo y delicado; el canto, un flujo suave y variado de trinados mezclados con chillidos y zumbidos, a menudo dado en pleno vuelo, con el píleo erizado.

## Sistemática

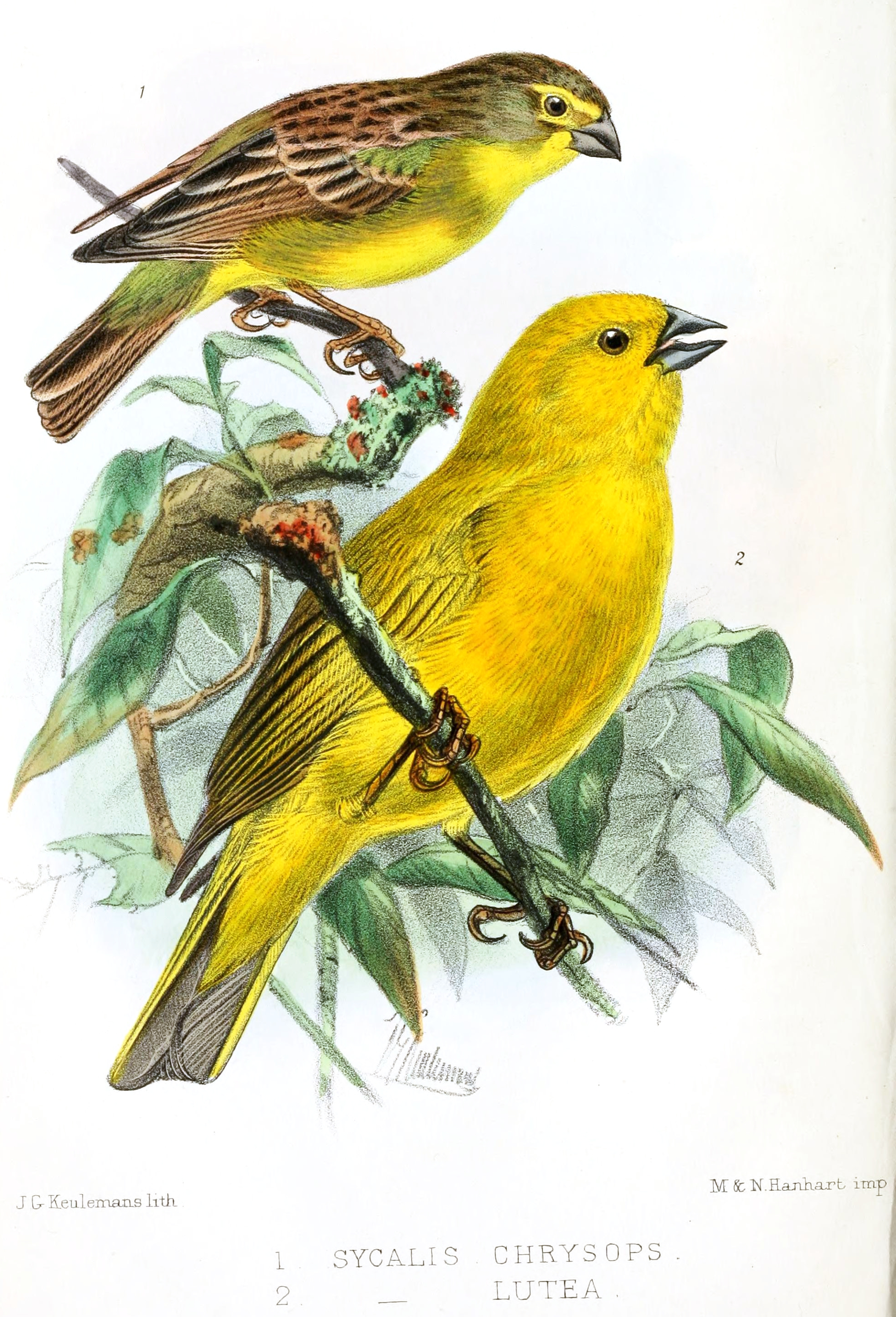
Sycalis chrysops = Sicalis luteola chrysops (arriba) y Sycalis lutea = Sicalis lutea (abajo), ilustración de Keulemans en The Ibis, 1872.

### Descripción original
La especie S. luteola fue descrita por primera vez por el naturalista sueco Anders Sparrman en 1789 bajo el nombre científico Emberiza luteola; la localidad tipo no fue dada, se presume «Surinam».

### Etimología
El nombre genérico femenino Sicalis proviene del griego «sikalis, sukalis o sukallis»: pequeño pájaro de cabeza negra, mencionado por Epicarmo, Aristóteles y otros, no identificado, probablemente un tipo de curruca Sylvia; y el nombre de la especie «luteola» proviene del latín  «luteolus»: amarillento.

### Taxonomía
Esta especie fue previamente considerada conespecífica con Sicalis raimondii debido a las similitudes en el plumaje, pero las dos ocurren simpátricamente en la costa sur de Perú y se comportan como especies biológicas propias. Ha sido sugerido que las subespecies pueden constituir hasta tres especies separadas: nominal, flavissima y chapmani formando una especie, chrysops, mexicana, eisenmanni y bogotensis otra, y luteiventris una tercera; otros sugieren que hay dos grupos principales envueltos, siendo luteiventris una especie separada y todas las otras subespecies siendo conespecíficas. Es necesario un estudio detallado de las variaciones geográficas de plumaje, vocalización y genética.
Sicalis luteola y S. luteiventris (antes separadas) han sido sumadas en una única especie como S. luteola siguiendo al Comité de Clasificación de Sudamérica (SACC) (2005).
Los datos presentados por los amplios estudios filogenéticos recientes demostraron que la presente especie es próxima de Sicalis columbiana, y el par formado por ambas es próximo de Sicalis flaveola.

### Subespecies
Según la clasificación Clements Checklist/eBird v.2019 se reconocen siete subespecies en tres grupos, con su correspondiente distribución geográfica:
- Grupo politípico chrysops:
  - Sicalis luteola mexicana Brodkorb, 1943 – centro de México (pendiente del Pacífico en Puebla y Morelos).
  - Sicalis luteola chrysops P.L. Sclater, 1862 – sur de México (pendiente del Caribe en Veracruz y Chiapas), sur de Guatemala (Sacatepéquez), y región de Mosquitia del este de Honduras y noreste de Nicaragua.
  - Sicalis luteola eisenmanni Wetmore, 1953 – noroeste de Costa Rica (Guanacaste) y centro de Panamá (Coclé).

- Grupo monotípico bogotensis:
  - Sicalis luteola bogotensis Chapman, 1924 – Andes de Venezuela y este de Colombia hacia el sur a través de las tierras altas de Ecuador y sur de Perú (Arequipa).

- Grupo politípico luteola:
  - Sicalis luteola luteola (Sparrman, 1789) – Colombia (bajas elevaciones de los Andes occidentales, y los valles de los ríos Cauca y Magdalena), Venezuela (Falcón, Monagas y Bolívar), Guyana y adyacencias del norte de Brasil (región del  Río Branco).
  - Sicalis luterola flavissima Todd, 1922 – Surinam hacia el sur hasta la desembocadura del río Amazonas.
  - Sicalis luteola luteiventris (Meyen, 1834) – reproduce en el sur de Brasil (Santa Catarina y Río Grande do Sul), Uruguay, tierras bajas del norte y centro de Argentina (Santiago de Estero y Corrientes hacia el sur hasta Chubut), y centro de Chile (sur de Coquimbo al sur hasta Valdivia); en el invierno migra hacia el norte hasta el sur de Perú (Cuzco y Puno), centro y este de Bolivia (La Paz, Beni y tierras bajas de Santa Cruz), centro de Brasil (Mato Grosso hacia el este hasta Bahia).

La clasificación del Congreso Ornitológico Internacional (IOC) reconoce una octava subespecie:
- Sicalis luteola chapmani Ridgway, 1899 – bajo Río Amazonas en Brasil (centro de Pará).